# Brachycorythis thorelii
Brachycorythis thorelii är en orkidéart som först beskrevs av François Gagnepain, och fick sitt nu gällande namn av Victor Samuel Summerhayes. Brachycorythis thorelii ingår i släktet Brachycorythis och familjen orkidéer.
Artens utbredningsområde är Laos. Inga underarter finns listade i Catalogue of Life.